# Irina Ektowa
Irina Andriejewna Ektowa, z domu Litwinienko (ros. Ирина Андреевна Литвиненко-Эктова; ur. 8 stycznia 1987 w Pietropawłowsku) – kazachska lekkoatletka specjalizująca się w trójskoku, dwukrotna uczestniczka igrzysk olimpijskich.
W 2006 stanęła na najniższym stopniu podium mistrzostw Azji juniorów w Makau. Rok później zdobyła brąz seniorskich mistrzostw Azji oraz została mistrzynią halowych igrzysk azjatyckich. W 2008 reprezentowała Kazachstan na igrzyskach olimpijskich w Pekinie. Czwarta zawodniczka uniwersjady (2009). W tym samym roku sięgnęła po brąz mistrzostw Azji oraz zdobyła srebro halowych igrzysk azjatyckich. W 2011 bez powodzenia startowała na uniwersjadzie oraz nie awansowała do finału podczas mistrzostw świata w Daegu. Na eliminacjach zakończyła swój drugi start olimpijski (2012). W 2013 zdobyła swój trzeci brązowy medal mistrzostw Azji oraz zajęła 4. miejsce na uniwersjadzie w Kazaniu. Brązowa medalistka igrzysk azjatyckich w Inczonie (2014). W 2016 stanęła na najniższym stopniu podium halowego czempionatu Azji w Dosze oraz odpadła w eliminacjach konkursu olimpijskiego w Rio de Janeiro. Srebrna medalistka mistrzostw Azji z Bhubaneswar (2017).
Wielokrotna złota medalistka mistrzostw Kazachstanu (również w skoku w dal).
Jej mężem jest Jewgienij Ektow, kazachski trójskoczek.
Rekordy życiowe: stadion – 14,48 (27 lipca 2011, Ałmaty); hala – 14,09 (27 stycznia 2012, Karaganda).

## Osiągnięcia
| Rok  | Impreza                     | Miejsce        | Lokata            | Wynik (m) |
| ---- | --------------------------- | -------------- | ----------------- | --------- |
| 2006 | Mistrzostwa Azji juniorów   | Makau          | 3. miejsce        | 13,03     |
| 2006 | Mistrzostwa świata juniorów | Pekin          | el. – 14. miejsce | 12,94     |
| 2007 | Mistrzostwa Azji            | Amman          | 3. miejsce        | 13,80     |
| 2007 | Uniwersjada                 | Bangkok        | 13. miejsce       | 13,22     |
| 2007 | Halowe igrzyska azjatyckie  | Makau          | 1. miejsce        | 13,56     |
| 2008 | Igrzyska olimpijskie        | Pekin          | el. – 32. miejsce | 12,92     |
| 2009 | Uniwersjada                 | Belgrad        | 4. miejsce        | 13,85     |
| 2009 | Mistrzostwa świata          | Berlin         | el. – 23. miejsce | 13,82     |
| 2009 | Mistrzostwa Azji            | Kanton         | 3. miejsce        | 13,99     |
| 2009 | Halowe igrzyska azjatyckie  | Hanoi          | 2. miejsce        | 13,87     |
| 2011 | Mistrzostwa Azji            | Kobe           | 6. miejsce        | 13,88     |
| 2011 | Uniwersjada                 | Shenzhen       | el. – 13. miejsce | 13,22     |
| 2011 | Mistrzostwa świata          | Daegu          | el. – 17. miejsce | 14,01     |
| 2012 | Halowe mistrzostwa świata   | Stambuł        | el. – 16. miejsce | 13,70     |
| 2012 | Igrzyska olimpijskie        | Londyn         | el. – 31. miejsce | 13,39     |
| 2013 | Mistrzostwa Azji            | Pune           | 3. miejsce        | 13,75     |
| 2013 | Uniwersjada                 | Kazań          | 4. miejsce        | 14,13     |
| 2013 | Mistrzostwa świata          | Moskwa         | el. – 18. miejsce | 13,37     |
| 2014 | Halowe mistrzostwa Azji     | Hangzhou       | 6. miejsce        | 13,09     |
| 2014 | Igrzyska azjatyckie         | Inczon         | 3. miejsce        | 13,77     |
| 2015 | Mistrzostwa Azji            | Wuhan          | 5. miejsce        | 13,27     |
| 2015 | Uniwersjada                 | Gwangju        | 6. miejsce        | 13,45     |
| 2015 | Mistrzostwa świata          | Pekin          | el. – 17. miejsce | 13,61     |
| 2016 | Halowe mistrzostwa Azji     | Doha           | 3. miejsce        | 13,48     |
| 2016 | Igrzyska olimpijskie        | Rio de Janeiro | el. – 33. miejsce | 13,33     |
| 2017 | Mistrzostwa Azji            | Bhubaneswar    | 2. miejsce        | 13,62     |
| 2018 | Halowe mistrzostwa Azji     | Teheran        | 1. miejsce        | 13,79     |
| 2019 | Mistrzostwa Azji            | Doha           | 4. miejsce        | 13,40     |
| 2021 | Igrzyska olimpijskie        | Tokio          | el. – 31. miejsce | 12,90     |